# Heijunka
Heijunka (平準化) is een Japanse term die verwijst naar een systeem om productienivellering te bereiken om zo een consistentere flow in de productie te brengen. Het concept heijunka wordt gebruikt binnen de lean manufacturing-filosofie.
Het gerelateerde visueel planningssysteem wordt een heijunka box genoemd.
Het gebruik van heijunka en andere leantechnieken hielpen Toyota in de jaren 80 om de productietijden van auto's en de voorraadniveaus sterk te verminderen.